# Anamaria Marinca
Anamaria Marinca, född 1 april 1978 i Iași, är en rumänsk skådespelare.
Marinca har bland annat medverkat i TV-serien Chelsea Detective. Hon har även medverkat i filmerna Europa Report och 4 månader, 3 veckor och 2 dagar.

## Filmografi (i urval)
- 2007 – 4 månader, 3 veckor och 2 dagar
- 2013 – Europa Report
- 2022 – Chelsea Detective (TV-serie)